# 傑克的爺爺
《傑克的爺爺》，2015年公視人生劇展，由陳博正、SpeXial-子閎、楊潔玫領銜主演。2015年3月21日於公視HD台、2015年3月29日於公視主頻首播。本劇描寫正值青春年華的高中生林子閎因一場車禍與一名已屆耳順之年的老魔術師林德旺（傑克的爺爺）相遇，發生交集，爺爺用他特殊的方式讓子閎成長起来，子閎也陪着爺爺走完了人生的最後旅途。

## 故事大綱
一名耳順之年的老魔術師，一名正值青春年華的高中生，因一場車禍註定了兩個人相遇的開始⋯⋯緣起，正所謂不打不相識，車禍是兩個人相識的開始⋯⋯
年少輕狂的林子閎（SpeXial-子閎 飾），無照駕駛撞上了一名神秘怪異的魔術師「傑克的爺爺」（陳博正 飾）。對子閎來說，這場車禍毀了他的音樂比賽，中止他的吉他生涯，更被迫成為一個怪異老頭的瑪莉亞，人生進入到前所未有的痛苦期！

## 播出時間

### 首播
| 頻道       | 所在地 | 開播日期       | 播放時間         |
| ---------- | ------ | -------------- | ---------------- |
| 公視HD台   | 臺灣   | 2015年3月21日  | 週六22:00－23:30 |
| 公視主頻   | 臺灣   | 2015年3月29日  | 週日22:00－23:30 |
| 東森電影台 | 臺灣   | 2017年10月12日 | 週四21:00－22:50 |
| 華視主頻   | 臺灣   | 2018年9月2日   | 週日22:00－23:45 |

## 演員列表

### 主要演員
| 演員         | 角色                  | 介紹 |
| 陳博正       | 林德旺 （傑克的爺爺） | 耳順之年怪異幽默的老魔術師，每星期都會到醫院為重症病童表演魔術。被子閎無照駕駛摩托車撞傷後，以擔任他的魔術助手一個月作和解條件。欺騙子閎練習魔術是很好的復建，實情是為了完成與孫子之間的約定。                                                                                     |
| SpeXial-子閎 | 林子閎                | 正值青春年華的高三學生、叛逆「屁孩」，「洛克兒樂團」的主唱及吉他手。從小在單親家庭長大，被同學取笑是沒有爸爸的小孩，因此沒有自信，直到接觸音樂後找到人生目標。因沒有通過「海洋音樂祭」初選而無照駕駛摩托車，卻撞傷老魔術師「傑克的爺爺」，最後以擔任他的魔術助手一個月作和解條件。 |
| 楊潔玫       | 子閎母                | 子閎的母親，理髮店的老板娘。在子閎年幼時與丈夫離婚，其後獨力撫養子閎。 |
| 郭璇         | 祖兒                  | 子閎的女朋友，「洛克兒樂團」的鍵盤手。在子閎擔任「傑克的爺爺」的魔術助手時幫他照顧母親，並且經常去探望他。 |

### 其他演員
| 演員   | 角色              | 介紹 |
| 游小白 | 小光              | 子閎的朋友，「洛克兒樂團」的吉他手。在得知不能通過「海洋音樂祭」初選後，被子閎借走摩托車。                                                                                             |
| 陳志弘 | 小鏘              | 子閎的朋友，「洛克兒樂團」的鼓手。 |
| 蕭存宏 | 大炳              | 子閎的朋友，「洛克兒樂團」的低音吉他手。 |
| 潘冠宏 | 警員              | 負責處理子閎無牌駕駛及交通違規的案件。 |
| 蕭永裕 | 警員              | 負責處理子閎無牌駕駛及交通違規的案件。 |
| 邱天麟 | 醫生              | 醫院內科醫生，「傑克的爺爺」的主診醫生。 |
| 梁舒涵 | 護士              | 醫院護士，「洛克兒樂團」的粉絲。 |
| 楊順言 | 學弟              | 子閎的學弟。因為子閎嚴重違反校規而被取消代表學校表演資格，所以「洛克兒樂團」團員找他代替子閎參賽。                                                                                     |
| 廖珮妤 | 喬喬              | 醫院「兒童之家」的重症患者，每星期都會去看「傑克的爺爺」表演魔術。 |
| 張靜文 | 喬喬媽            | 喬喬的母親。 |
| 沈昶宏 | 林子閎 （小傑克） | 「傑克的爺爺」的孫子，與主角林子閎同名同姓，而且同年出生。從小喜歡跟爺爺學習魔術，在八歲生日當天與爺爺約定十年後學習「斗篷魔術」。其後與父母出國，但因父親遇到財政困難而全家自殺身亡。 |
| 王博玄 | 小傑克父          | 「傑克的爺爺」的兒子，傑克的父親。在傑克八歲生日的幾天後舉家出國，但因遇到財政困難（有指是因賭博或生意失敗欠債）而與家人自殺身亡。                                                     |
| 林煜雯 | 小傑克母          | 「傑克的爺爺」的媳婦，傑克的母親。在傑克八歲生日的幾天後舉家出國，但因丈夫遇到財政困難而全家自殺身亡。                                                                                 |
| 魏建宗 | 房仲              | 幫助「傑克的爺爺」賣掉房子，把所得款項及自己的仲介費全數捐給「兒童之家」。 |
| 張育綺 | 房仲              | 幫助「傑克的爺爺」賣掉房子，把所得款項及自己的仲介費全數捐給「兒童之家」。 |
| 李潔亭 | 導師              | 子閎就讀高中的導師。「傑克的爺爺」得知子閎因違反校規而被取消代表學校表演資格，於是向她請求恢復子閎的參賽資格。                                                                         |
| 黃一嘉 | 主任              | 子閎就讀高中的主任。「傑克的爺爺」得知子閎因違反校規而被取消代表學校表演資格，於是向他請求恢復子閎的參賽資格。                                                                         |
| 張忠瑞 | 校長              | 子閎就讀高中的校長。「傑克的爺爺」得知子閎因違反校規而被取消代表學校表演資格，於是向他請求恢復子閎的參賽資格。最後決定恢復子閎的參賽資格，將功補過。                                   |

### 特別演出
| 演員   | 角色 | 介紹                             |
| 王治平 | 評審 | 「見證天團」北區總決選評審之一。 |
| 粘立人 | 評審 | 「見證天團」北區總決選評審之一。 |
| 利政南 | 評審 | 「見證天團」北區總決選評審之一。 |

## 電視劇歌曲
| 曲別   | 歌名     | 演唱者    | 作詞      | 作曲      |
| 主題曲 | 因為有你 | 赤世代-介 | 赤世代-脩 | 赤世代-脩 |

## 製作團隊
- 導演：林宏杰
- 副導演：喬湘
- 編劇：齊錫麟、王雅麗、林宏杰、林子平
- 製作人：劉祥廷、李澭翔
- 執行製片：王智永

## 作品變遷
| 公視HD台 週五、六22:00－23:30 | 公視HD台 週五、六22:00－23:30 | 公視HD台 週五、六22:00－23:30 |
| ----------------------------- | ----------------------------- | ----------------------------- |
|                               | 傑克的爺爺 （2015年3月21日）  |                               |
| 偷窺心事 （2015年3月20日）    | 打破皮涅塔 （2015年3月27日）  |                               |

| 公視主頻 週日22:00－23:30  | 公視主頻 週日22:00－23:30    | 公視主頻 週日22:00－23:30 |
| -------------------------- | ---------------------------- | ------------------------- |
|                            | 傑克的爺爺 （2015年3月29日） |                           |
| 偷窺心事 （2015年3月22日） | 打破皮涅塔 （2015年4月5日）  |                           |

| 東森電影台 週四94優電影21:00－22:50 | 東森電影台 週四94優電影21:00－22:50 | 東森電影台 週四94優電影21:00－22:50 |
| ----------------------------------- | ----------------------------------- | ----------------------------------- |
|                                     | 傑克的爺爺 （2017年10月12日）       |                                     |
| —                                   | —                                   |                                     |